# Hristo Kolev
Hristo Kolev (Plovdiv, 21 de setembro de 1964) é um ex-futebolista profissional e treinador búlgaro, que atuava como meia.

## Carreira
Hristo Kolev fez parte do elenco da Seleção Búlgara de Futebol da Copa do Mundo de 1986 